# Union générale des travailleurs juifs
L’Union générale des travailleurs juifs de Lituanie, de Pologne et de Russie (yiddish : אַלגעמײנער ײדישער אַרבעטער בונד אין ליטע, פוילן און רוסלאַנד (algemeyner yidisher arbeter bund in Lite, Poyln un Rusland) ; russe : Всеобщий еврейский рабочий союз в Литве, Польше и России), plus connue sous le nom de Bund (בונד, polonais : Bund, russe : Бунд), est un mouvement socialiste et social-démocrate juif créé au Congrès de Vilnius en septembre 1897, qui s'est auto-dissout en Pologne le 16 janvier 1949, au congrès de Wroclaw. C’est le premier parti politique juif socialiste, laïc et séculariste destiné à représenter la minorité juive de l’Empire Russe.
Militant pour l’émancipation des travailleurs juifs dans le cadre d’un combat plus général pour le socialisme, il prône le droit des Juifs à constituer une nationalité laïque de langue yiddish. Son concept d'autonomie culturelle s’oppose donc tant au sionisme qu’au bolchevisme, dont les bundistes critiquent les tendances centralisatrices, autoritaires et verticales. Ce parti est également profondément antireligieux et considère les rabbins comme des représentants de l’arriération. Le mouvement perd la plupart de ses adhérents et de son influence avec la Shoah.
Son hymne est le chant Di Shvue écrit par Shalom Anski.

## Débuts dans l'Empire russe

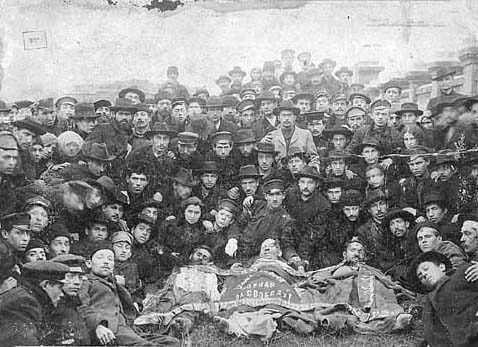
Membres du Bund veillant le corps de trois de leurs camarades, tués à Odessa pendant le pogrom qui eut lieu durant la révolution de 1905.

### Début du Bund
Les précurseurs du Bund sont les cercles socialistes de Vilnius dans les années 1870. Une des personnalités qui préparent sa naissance est Aaron Liberman, qui forme ses premiers cercles, diffuse la première presse socialiste juive et fait le choix du yiddish pour la propagande en direction des ouvriers.
Le Bund est fondé à Vilnius le 7 octobre 1897 par des militants du cercle socialiste de la ville et le cercle social-démocrate juif connu sous le nom de Groupe de Vilnius, comme Arkadi Kremer, surnommé « Der Tate » (le père, דער טאַטע). Le parti cherche à unifier tous les travailleurs juifs de l'Empire russe dans le cadre d'un parti socialiste unifié. Les Juifs de l'Empire russe vivent assignés à la Zone de Résidence qui correspond aux territoires de la Pologne sous administration russe et plusieurs des provinces de ouest. Cette zone correspond aujourd'hui aux terres de Lituanie, Biélorussie, d'Ukraine et de Pologne. A la fin du XIXe siècle, près de cinq millions et demi de Juifs y habitent -la majorité de la population juive au monde- et 97% de cette population parle le yiddish.
Dès son 3e congrès à Bialystok, en avril 1901, le Bund formule un programme fédéraliste qui propose une transformation de l’État russe en une fédération de nationalités, parmi lesquelles les Juifs seraient reconnus comme une nationalité à part entière. Cela représente l'une des réponses les plus originales à la question nationale de l'époque, étant donné que le mouvement sioniste né à Bâle en août 1897, de son côté, revendique un territoire. En 1905, alors qu'une puissante vague de révoltes paysannes et ouvrières secoue l'Empire russe, le VIème congrès du Bund se prononce contre l'autonomie de la Pologne, alors revendiquée par le mouvement socialiste polonais.
Le Bund cherche à construire une Russie démocratique et socialiste. Selon Nathan Weinstock, « ce qui est juif dans le Bund, c'est le prolétariat local qu'il vise à gagner à ses idées et non le parti lui-même ». Cependant, si le Bund participe à l’Internationale socialiste et croit à la solidarité internationale des classes ouvrières, il a une conscience identitaire, dont le yiddish représente le vecteur essentiel, très forte. Le parti mène un véritable combat culturel pour la langue yiddish, participant aussi à la création de cercles d’autodéfense contre les pogroms - qui recommencent au cours des années 1902 et 1903, surtout en Bessarabie. Le tristement célèbre pogrom de Kichinev, le plus terrible pogrom jamais perpétré jusqu’alors en Russie, engendra l’adoption par toutes les langues du terme "pogrom" comme synonyme de "massacre".
Le Bund se répand principalement parmi les artisans et les ouvriers juifs, mais aussi parmi l'intelligentsia juive. Il agit aussi bien en tant que parti (dans les limites que permettaient les conditions politiques de l'époque) que comme syndicat. Le Bund diffuse une presse clandestine de qualité, en yiddish, qui résiste à la répression tsariste : plus de 40 livraisons de son organe central, Di Arbeter Shtime, entre 1897 et 1905.
Dès 1903, le Bund revendique 30 000 membres.
La révolution de 1905 est la période de la plus grande popularité du parti, particulièrement actif dans les villes biélorusses d'aujourd'hui. Par la suite, une forte émigration de Juifs des territoires de l'Empire russe provoqua une diminution significative de ses membres.
En 1910, l'organisation de jeunesse du parti, Tsukunft (L'Avenir), fut créée.

### Une organisation laïque qui rompt avec la tradition juive
Le Bund est un parti socialiste laïque, s'opposant à ce qui lui parait réactionnaire dans la vie traditionnelle juive en Russie. Le parti se heurte à l'hostilité des rabbins, qui condamnent les actions contre le tsarisme, comme ce rabbin de Krynki, pendant la grève des tanneurs de 1903 (« De tels actes de protestation mettent le monde sens dessus dessous et votre union est une chose dangereuse. Vos leaders doivent être arrêtés. »).
La naissance du Bund marque la rupture d'une tradition juive ancrée dans les communautés de Russie. Une nouvelle forme de religiosité en vient même à supplanter les anciennes croyances : « La littérature socialiste est notre Torah » disent les brossiers de Mezerich. Selon Rachel Ertel, « pour certains, l'athéisme devint un article de foi pour laquelle ils étaient prêts à mourir comme leurs pères pour la « Sanctification du nom » (Kiddoush Hashem) ».
Un autre aspect de cette rupture avec la tradition juive est une stricte égalité hommes-femmes dans le Bund, non exempte de puritanisme.

### Relations avec le Parti ouvrier social-démocrate de Russie
Le Parti ouvrier social-démocrate de Russie (POSDR) est fondé à Minsk en mars 1898 à l'instigation du Bund et le Bund est reconnu comme une faction constituante de ce parti. Dans les cinq années suivantes, le Bund est reconnu comme étant le seul représentant des ouvriers juifs au sein du POSDR, même si beaucoup de socialistes russes d'origine juive, spécialement ceux vivent en dehors de la zone de peuplement juif, rejoignaient le Parti directement. Cependant au second congrès du POSDR tenu à Bruxelles et à Londres en août 1903, le statut de l'autonomie du Bund à l'intérieur du parti est rejeté à la majorité. L’organisation juive réclame au congrès l’autonomie au sein du parti, avec le droit d’élire son propre comité central et de déterminer sa propre politique sur les questions concernant la population juive et également l'autonomie culturelle, notamment l’éducation en yiddish. C'est à Martov et Trotsky que revient la tâche de réfuter les exigences du Bund. Le Bund annonce son retrait du parti durant le congrès de Londres
Le Bund soutient la faction des Mencheviks conduite par Julius Martov et s'oppose à la faction des Bolchéviks conduite par Vladimir Ilitch Lénine, et ce durant toutes les luttes factionnelles qui agitent le Parti social-démocrate jusqu'à la révolution d'octobre 1917.

### Une organisation antisioniste
Le Bund s'opposa fermement au sionisme, affirmant que l'émigration en Palestine n'est qu'une forme de fuite en avant. Lors de son 4e congrès, le Bund « considère le sionisme comme une réaction de la classe bourgeoise contre l'antisémitisme et la situation anormale du peuple juif. Le sionisme politique érigeant pour but la création d'un territoire pour le peuple juif ne peut prétendre résoudre la question juive, [...] ni satisfaire le peuple dans son ensemble ».
En 1905, l'un des pères du marxisme russe, Gueorgui Plekhanov, définira dans une interview accordée au militant sioniste Vladimir Jabotinsky les bundistes comme « des sionistes qui ont le mal de mer ». Le Bund n'est pas en faveur d'un séparatisme territorial de la communauté juive. Il suit les thèses de l'école marxiste autrichienne, ce qui l'éloigne encore plus des bolcheviks et de Lénine.
Le Bund met en avant l'utilisation du yiddish comme langue nationale juive et s'oppose aux efforts des sionistes de faire revivre l'hébreu.
Cependant, le Bund s'allie avec les sionistes socialistes et d'autres groupes pour former des milices d'auto-défense qui se chargeaient de protéger les communautés juives des pogroms et des actions gouvernementales pendant la révolution de 1905.
Avec la déclaration Balfour de novembre 1917 qui légitime la constitution d'un foyer national juif en Palestine, le sionisme gagne de l'influence au détriment du Bund.

### Dans la Révolution de 1917
En 1915, à la suite du déclenchement de la Première Guerre mondiale et de l'occupation de la Pologne par l'Allemagne, les échanges entre la Russie et la Pologne deviennent plus difficile et amènent de fait le Bund à se scinder en deux entités indépendantes : une en Russie et l'autre en Pologne.
Comme les autres partis socialistes de l'Empire russe, le Bund russe accueille favorablement la révolution de Février 1917, mais ne défend pas la révolution d'Octobre menée par les bolcheviks. Comme les mencheviks et les autres partis non bolcheviks, le Bund milite pour une constituante russe. Le leader du Bund à Pétrograd, Mikhaïl Liber, est ainsi violemment pris à partie par Lénine. Avec la guerre civile russe et l'augmentation inquiétante des pogroms antisémites, le Bund reconnaît le gouvernement soviétique et ses membres combattent dans l'Armée rouge en grand nombre. En avril 1920, le Bund se scinde, perdant son aile gauche emmenée par Heifetz au profit des bolcheviks. Ceux-ci sont vite suivis par la faction centrale conduite par Moyche Rafes. La tendance est de s'unifier avec le Parti socialiste juif unifié pour former le Bund juif communiste (en), ou Kombund, qui, à son tour, rejoint le parti Bolshevik en 1921.
Le Bund disparaît définitivement dans l'Union soviétique en 1922. Beaucoup de ses anciens militants sont victimes des purges staliniennes des années 1930.

## Bund en Pologne

### 1918-1939
La guerre civile en Russie et la multiplication des pogroms entament le repli du Bund sur la Pologne indépendante de 1918 à 1939. Dans la Pologne qui retrouve son indépendance après 123 ans d'occupation, les 3 millions de Juifs qui vivent sur son territoire représentent 10 % de sa population. Dans certaines régions, leur proportion  dépasse souvent les 20 %. Et c'est bien le Bund qui y représente l’essentiel du mouvement juif organisé, des syndicats, des journaux et de la culture yiddish.
En 1919, le Bund participe aux premières élections législatives dans la Pologne indépendante. Lors des premières élections locales dans la deuxième République polonaise, 160 représentants du Bund furent élus aux conseils municipaux. À Varsovie et à Łódź, le Bund attira plus de 20 % des électeurs juifs.
Le Bund crée des syndicats, des écoles, des dispensaires. Il a un mouvement de jeunesse : le Tzukunft, créé en 1919, qui fonde des sections professionnelles, organise des groupes sportifs, des chorales, des cercles culturels, des bibliothèques et connaît un développement considérable. Le SKIF (Sotsialistisher Kinder Farband, Union des enfants socialistes juifs) est créé en 1926 et organise de nombreuses activités et camps de vacances. Le sanatorium pour les enfants d'Otwock-Miedzeszyn est ouvert en 1926. La Kultur Lige (Ligue de la culture), créée en 1918 à Kiev, connaît son apogée en Pologne dans les années vingt. Des réseaux d'écoles mixtes et laïques sont organisés pour contrebalancer l'enseignement religieux traditionnel : Le Bund et des organisations sionistes de gauche et sionistes-socialistes y participent et le yiddish est la base de l'enseignement.
En 1920, deux partis socialistes juifs, le Bund et le Parti social-démocrate juif, appelé parfois le Bund galicien, fusionnent.
Aux élections législatives de 1922, le Bund remporte 87 000 suffrages ce qui en fait le premier parti juif en Pologne. Le Bund remporte 82 % des votes pour des partis juifs, alors que le Poale Sion de droite obtient 3 % et Poale Sion de gauche 15 %. Cependant, les votes sont dispersés dans de nombreux districts et, par conséquent, aucun membre du Bund n'entre au Parlement polonais.
L'influence du parti commence à croître avec l'arrivée au pouvoir de Józef Piłsudski le 14 mai 1926. Józef Piłsudski, le « père de l'indépendance polonaise » et l'un des fondateurs du Parti socialiste polonais (PPS) qui devient le premier président (1920-1922) de la Pologne redevenue indépendante, puis son maréchal de 1926 à 1935, a une attitude résolument hostile à tout antisémitisme. C'est sous son impulsion, afin d'assimiler politiquement les Juifs et de concurrencer le Bund, qu'une section juive du PPS est mise en place en 1901.
Très influent, le Bund n'est jamais représenté au parlement polonais (Sejm) où les autres partis juifs (sionistes, orthodoxes d'Agoudat Israel ou libéraux laïcs du Folkspartei), obtiennent pourtant des sièges.
Lors des élections municipales de janvier 1939, avant l'occupation de la Pologne par l'Allemagne nazie et l'Union soviétique en septembre 1939, le Bund devint le plus important des partis juifs. En janvier 1939, 17 des 20 élus juifs au conseil municipal de Varsovie étaient des bundistes, 11 sur 17 à Łódź. Par ailleurs, une coopération entre le Bund et le PPS s'était pour la première fois mise en place, sans listes communes mais avec des appels réciproques de vote pour l'autre liste là où seul l'un des deux partis de gauche se présentait. Cette alliance rendit possible une victoire de la gauche dans la plupart des grandes villes : Varsovie, Łódź, Lwów, Piotrków, Cracovie, Białystok, Grodno, Vilnius, etc. Après ses succès municipaux en décembre 1938 et janvier 1939, le Bund espéra transformer l'essai aux législatives prévues pour septembre, mais la guerre qui commença le 1er septembre 1939 mit fin à tous ses projets.
Les membres les plus emblématiques du Bund pendant l'entre-deux-guerres étaient, entre autres Wiktor Alter, Henryk Ehrlich, Maurycy Orzech, Szlomo Mendelsohn et Szmul Zygielbojm.

#### Organisations dépendantes du Bund
Le Bund contrôlait de nombreuses organisations par lesquelles il exerçait son influence dans la sphère sociale. Les principales étaient les suivantes :
- Tsukunft (L'Avenir), l’organisation de jeunesse du Bund.
- Jidisze Arbeter-Frojen Organizacje ou JAF (Organisation des femmes juives travailleuses), fondée au début des années 1920.
- Socjalistiszer Kinder-Farband ou SKIF (Union des enfants socialistes) l'organisation pour les enfants jusqu'à l'âge de 15 ans, fondée en Pologne en 1926.
- Centrale Jidisze Szul-Organizacje ou CISZO (Organisation centrale des affaires scolaires juives), organisation laïque chargée de l'éducation et gérant des écoles.
- Centos (Union des associations d'aide aux orphelins et aux enfants).
- Morgenshtern (Étoile du matin), une association sportive.
- Medem Sanatorium, institut de soin et d’éducation, créé en 1926 par la CISZO.

### Seconde Guerre mondiale
L'invasion de la Pologne par l'Allemagne fut suivie par l'entrée des armées soviétiques qui occupent la Pologne orientale conformément aux dispositions du pacte germano-soviétique. Un certain nombre de dirigeants et de structures du Bund se retrouvèrent dans les territoires annexés par l'Union soviétique dont Anna Rozental, Wictor Alter et Henryk Ehrlich qui sont arrêtés par le NKVD et envoyés au Goulag, puis assassinés sur l'ordre de Staline.
Les bundistes jouèrent un rôle important dans la résistance armée des populations juives contre l'occupation nazie. Un représentant du Bund, Samuel Zygelbojm, qui participa à la défense de Varsovie en 1939 puis siégea au sein du gouvernement polonais en exil à Londres se suicida en 1943 pour protester contre l'inaction des Alliés face à la Shoah en cours.
Le Bund joua également un rôle important lors du soulèvement du ghetto de Varsovie et fut une des principales composantes de l'Organisation juive de combat dans laquelle il était représenté, entre autres, par Marek Edelman, Abrasz Blum et Michał Klepfisz.

### 1945-1949
Décimé par les mesures prises par les Allemands et leurs alliés lors de l'Holocauste, le Bund reprit ses activités presque immédiatement après la guerre. La première conférence du parti eut lieu en novembre 1944. Le Bund participa aux élections législatives de 1947 sur une liste commune avec le Parti socialiste polonais (PPS) et obtint alors un siège de député, ainsi que des sièges dans des conseils municipaux. Il joua un rôle actif au sein du Comité central des Juifs en Pologne. Le parti continua à mener des activités sociales et culturelles, en ouvrant des orphelinats, des clubs, des bibliothèques, des cuisines populaires, des écoles, des salles de lecture, des dortoirs et des coopératives grâce à l'aide matérielle d'organisations du Bund à l'étranger, notamment des États-Unis et de France.
Les bundistes perdent leurs illusions sur la possibilité de faire renaître une vie juive quand le pouvoir communiste ordonna la dissolution de leurs organisations. Le Bund polonais se dissout le 16 janvier 1949 lors du Congrès de Wroclaw, liquidé par les staliniens au pouvoir en Pologne.
En 1949, une conférence internationale du Bund qui se tient à Bruxelles tente de le faire revivre. Plusieurs sections se forment alors aux États-Unis, en Australie, en France avec le Centre Medem Arbeter Ring, au Royaume-Uni ou encore en Israël. Mais le Bund n’existe plus en tant que tel.

## Bund en Israël
Grâce aux émigrés d’Europe de l’Est disséminés aux quatre coins du monde après la Seconde Guerre mondiale, le Bund réussit à renaitre de ses cendres, au sein de l'État juif, créé le 14 mai 1948 lors de la réunion du Yishouv, au sein du Musée de Tel Aviv, présidée par David Ben Gourion.
En novembre 1959, le Bund participe même aux élections législatives sous le nom de l’Union Socialiste afin d’offrir aux Israéliens une alternative politique au sionisme, mais il remporte seulement 0,1 % des voix, soit moins de 1 500 voix. Le parti compte alors près de 3 000 membres,.

## Dirigeants et membres notables du Bund
- Raphaël Abramovitch (en)
- Wictor Alter  (1890–1943), ingénieur et journaliste
- Abraham Blum
- Marek Edelman (1919-2009) cardiologue
- Henryk Ehrlich (en) (1882–1942), avocat
- Esther Frumkin
- Bernard Goldstein (1889-1959) syndicaliste
- Michał Klepfisz (1913-1943) ingénieur chimiste
- Tsemach Kopelson
- Vladimir Kossovski  (1867–1941), enseignant, journaliste
- Arkadi Kremer (1865–1935), professeur et ingénieur
- Pati Kremer
- Mikhaïl Liber
- Izrael Mordechaj Lichtenstein (1883–1933), enseignant, pédagogue, spécialiste de l'enseignement aux sourds
- Józef Leszczyński (1884–1935) journaliste
- Aleksander Margolis (1888–1939), médecin, activiste culturel et social
- Noah Meisel (en)
- Włodzimierz Medem de son vrai nom Włodzimierz Grinberg (1879–1923), membre du comité central du Bund, théoricien du parti, l'un des fondateurs du programme national du Bund, rédacteur en chef de Lebensfragen, organisateur de l'éducation juive.

- Szlomo Mendelsohn
- John Mil (Yossef Schloïme Mil)
- Emanuel Nowogródzki (1891–1967), secrétaire général du parti. Membre du comité central du Bund et du Conseil municipal de Varsovie
- Jekutiel Portnoj (1872–1941), enseignant
- Moïshe Rafes

- Anna Rozental (1872-1940) militante
- Emanuel Szerer  (1901–1977), juriste
- Adam Sznajdmil
- Chaim Meir Wasser  (1890–1953), militant syndical
- Aron Weinstein
- Samuel Zygelbojm (1895-1943), journaliste, secrétaire général de la section juive de la Commission Centrale des Syndicats Ouvriers polonais